# Diaspora du savoir
Une diaspora du savoir (diaspora knowledge network) est un groupe professionnel migrant.

## Concept
Le concept aurait été inventé en 1997 puis aurait été popularisé par L. S. Welch en 2005. Il permet de désigner les communautés épistémiques qui transgressent les frontières nationales pour partager leur savoir dans des pays étrangers.
Il peut s'agir d'une opportunité de soft power pour le pays d'origine de la diaspora, en ce qu'elle assure à l'étranger son prestige dans le domaine académique ou scientifique. Les diasporas du savoir jouent un rôle important dans le cadre de l'économie du savoir, car elles permettent de faire circuler les connaissances et stimuler l'innovation.
Certains pays sont connus pour avoir un réseau de diaspora du savoir particulièrement puissant. Il s'agit souvent de pays en développement, comme l'Inde. Les ingénieurs chinois de la Silicon Valley ont créé la Silicon Valley Chinese Engineers Association, qui facilite le transfert de technologies en Chine. Parce que les diasporas du savoir restent en contact avec leur pays d'origine, elles peuvent leur transférer des connaissances ou de l'expérience acquises dans le pays hôte.